# Esther
Esther oder Ester ist ein weiblicher Vorname.

## Bedeutung und Herkunft
Die Etymologie des Namens Esther, hebräisch אֶסְתֵר ʾæsṯēr, ist unbekannt. Als Herleitung werden in der Wissenschaft folgende Möglichkeiten diskutiert:
- von Babylonisch Ištar[1]: von 'ṯtr, was vermutlich „Göttin“ bedeutet[2] und möglicherweise im Zusammenhang mit dem Abendstern steht[3]
- von Neupersisch stāreh, bei den Rabbinen ἀστήρ astēr: „Stern“[1]
- von Altindisch strī: „junge Frau“[1]

Ester ist der persische Name der Jüdin Hadassa („Myrte“), nach der das gleichnamige Buch benannt ist.

## Verbreitung
In Israel hat sich der Name אֶסְתֵר ʾæsṯēr unter den beliebtesten Mädchennamen etabliert. Im Jahr 2020 belegte der Name Rang 10 der Hitliste.
In Dänemark nahm die Popularität des Namens Esther in den vergangenen Jahren zu. Seit 2011 zählt der Name dort zu den 50 meistvergebenen Mädchennamen. Zuletzt belegte er Rang 21 der Vornamenscharts (Stand: 2021). In Schweden ist der Name ebenfalls populär. Seit 2004 zählt Ester dort zu den 100 beliebtesten Mädchennamen. Im Jahr 2012 erreichte auch Esther diese Hitliste. Im Jahr 2021 belegte Ester Rang 35 und Esther Rang 73 der Hitliste.
In Deutschland wird Esther seit den 1950er Jahren regelmäßig vergeben. Insbesondere in den späten 1960er Jahren war er beliebt und erreichte auch in den folgenden Jahren immer wieder vergleichbare Platzierungen. Nach der Jahrtausendwende fiel die Popularität des Namens stark ab. Seit Mitte der 2010er Jahre wird er wieder häufiger vergeben. Im Jahr 2021 belegte der Name Rang 252 der Vornamenscharts. Hierzulande wird er fast ausschließlich in der Schreibweise Esther vergeben.

## Varianten
- Dänisch: Ester, Esther
- Deutsch: Esther, Ester
- Englisch: Esther, Hester
  - Diminutiv: Essie, Esta, Hettie
- Estnisch: Ester
- Finnisch: Ester, Esteri
  - Diminutiv: Essi
- Französisch: Esther
- Griechisch: Εσθερ Esther
- Hebräisch: אֶסְתֵר ʾæsṯēr
- Italienisch: Ester
  - Latein: Hester
- Isländisch: Ester
- Kirchenslawisch: Есѳиръ Esthiru
- Litauisch: Estera
- Niederländisch: Esther, Hester
- Norwegisch: Ester, Esther
- Polnisch: Estera
- Portugiesisch: Ester
  - Galicisch: Estée
- Rumänisch: Estera
- Russisch: Эсфирь Esfir, Есфирь Jesfir, Yesfir
- Schwedisch: Ester, Esther
- Slowakisch: Estera
- Spanisch: Ester, Esther
- Tschechisch: Ester
- Ungarisch: Eszter
  - Diminutiv: Eszti

## Namenstag
Der Namenstag von Esther wird nach der Königin Ester am 24. Mai gefeiert.

## Namensträgerinnen
- Königin Ester, Gattin des persischen Königs Achaschwerosch (Xerxes I.), Hauptperson des biblischen Buches Ester
- Esther Alder (* 1958), Schweizer Politikerin
- Esther Azzopardi (* 1981), maltesische Fußballschiedsrichterin
- Esther Bejarano (1924–2021), deutsch-jüdische Überlebende der Shoa, Musikerin und Sängerin
- Esther Carena (1889–1972), deutsche Schauspielerin
- Esther Cremer (* 1988), deutsche Leichtathletin
- Esther Dischereit (* 1952), deutsche Schriftstellerin
- Esther Dyson (* 1951), US-amerikanische Aktienanalystin, Internetaktivistin und Autorin
- Esther Friesner (* 1951), US-amerikanische Schriftstellerin
- Esther Gajek (* 1962), deutsche Volkskundlerin und Germanistin
- Esther Graf (* 1998 oder 1999), österreichische Sängerin und Model
- Esther Haase (* 1966), deutsche Fotografin
- Esther Hart, eigentlich Esther Hartkamp (* 1970), niederländische Sängerin
- Esther Rachel Kamińska (1870–1925), polnisch-jüdische Schauspielerin
- Esther Kinsky (* 1956), deutsche Schriftstellerin und Übersetzerin
- Esther von Kirchbach (1894–1946), deutsche Publizistin, Dichterin, Seelsorgerin
- Esther de Lange (* 1975), niederländische Politikerin
- Esther Leist-Stein (1926–2019), Schweizer Malerin und Illustratorin
- Esther Ofarim (* 1941), israelische Sängerin
- Esther Ollick (* 1980), deutsche Händlerin
- Esther Qin (* 1991), australische Wasserspringerin
- Esther Rauch (* 1985), österreichische Filmregisseurin und Drehbuchautorin
- Esther Schapira (* 1961), deutsche Journalistin und Filmemacherin
- Esther Schweins (* 1970), deutsche Schauspielerin
- Esther Sedlaczek (* 1985), deutsche Sportmoderatorin
- Esther Shalev-Gerz (* 1948), israelische Künstlerin
- Esther Eva Verkaaik, niederländische Schauspielerin
- Esther Vilar (* 1935), argentinisch-deutsche Schriftstellerin
- Esther Williams (1921–2013), US-amerikanische Schwimmerin und Schauspielerin
- Esther Weber (* 1967), erfolgreichste deutsche Rollstuhl-Fechterin
- Esther Zschieschow (* 1964), deutsche Schauspielerin und Schauspieldozentin

## Familienname
- Bernard Esther (* 1985), seychellischer Fußballspieler
- Colin Esther (* 1989), seychellischer Fußballspieler
- Frédéric Esther (* 1972), französischer Boxer
- Rennick Esther (* 1987), seychellischer Fußballspieler
- Ted Esther (* 1982), seychellischer Fußballspieler